# Stanley Cup 2000
La finale della Stanley Cup 2000 è una serie al meglio delle sette gare che ha determinato il campione della National Hockey League per la stagione 1999-2000. Questa è la 108ª edizione della Stanley Cup. Al termine dei playoff i New Jersey Devils, campioni della Eastern Conference, si sfidarono contro i Dallas Stars, vincitori della Western Conference. La serie iniziò il 30 maggio, per poi concludersi il 10 giugno con la conquista da parte dei Devils della Stanley Cup per 4 a 2. I Devils vinsero la loro seconda Stanley Cup, la prima dopo il successo ottenuto nel 1995.
Per la formazione del New Jersey fu la seconda finale, mentre per Dallas fu la seconda apparizione consecutiva dopo il titolo ottenuto nel 1999 contro i Buffalo Sabres. Nonostante la posizione di classifica inferiore i New Jersey conclusero la stagione regolare con 103 punti contro i 102 dei texani, conquistando così il fattore campo. L'ultima volta che la squadra detentrice della Stanley Cup perse la finale fu nel 1984, quando i campioni in carica dei New York Islanders furono sconfitti dagli Edmonton Oilers. L'anno successivo sarebbe successo lo stesso ai Devils contro i Colorado Avalanche. Per la prima volta inoltre la finale NHL fu giocata da due franchigie trasferitesi in precedenza in un'altra città, e che già dopo il trasferimento conquistarono il titolo.
I Devils diventarono la sesta squadra nella storia del trofeo a vincere tre gare di finali in trasferta, oltre a pareggiare il proprio record ottenuto nel 1995 di dieci successi lontani dal loro palazzetto. Larry Robinson diventò il quattordicesimo uomo capace di vincere la coppa da giocatore e da allenatore, ma solo il terzo ad essere stato assunto a stagione in corso nel marzo del 2000.
Al termine della serie il difensore canadese, nonché capitano dei Devils Scott Stevens fu premiato con il Conn Smythe Trophy, trofeo assegnato al miglior giocatore dei playoff NHL.

## Contendenti

### New Jersey Devils
I New Jersey Devils raggiunsero la finale della Stanley Cup per la seconda volta nella loro storia, la prima dopo il titolo del 1995. Conclusero la stagione regolare al quarto posto nella Conference con 104 punti conquistati. Al primo turno superarono per 4-0 i Florida Panthers, mentre al secondo sconfissero i Toronto Maple Leafs per 4-2. Nella finale della Eastern Conference ebbero la meglio sui Philadelphia Flyers per 4-3.

### Dallas Stars
I Dallas Stars parteciparono ai playoff per difendere il titolo vinto l'anno prima dopo aver vinto in stagione regolare la Pacific Division con 103 punti. Al primo turno sconfissero 4-1 gli Edmonton Oilers mentre al secondo turno superarono i San Jose Sharks per 4-1. Infine nella finale di Western Conference sconfissero per 4-3 i Colorado Avalanche.

## Serie

### Gara 1
| Arbitri: | Don Koharski Bill McCreary |

|                                    |           |                                                                                  |
| Sydor 13:13 Sim 47:43 Muller 47:55 | Marcatori | 07:22, 45:12 Arnott 22:52 Daneyko 30:28, 43:02 Sýkora 36:04 Stevens 42:21 Brylin |

### Gara 2
| Arbitri: | Kerry Fraser Dan Marouelli |

|                   |           |                 |
| Hull 04:25, 55:44 | Marcatori | 12:42 Mogil'nyj |

### Gara 3
| Arbitri: | Terry Gregson Don Koharski |

|                           |           |            |
| Arnott 18:06 Sýkora 32:27 | Marcatori | 13:08 Côté |

### Gara 4
| Arbitri: | Kerry Fraser Bill McCreary |

|                                          |           |                  |
| Brylin 42:27 Madden 44:51 Rafalski 46:08 | Marcatori | 38:02 Nieuwendyk |

### Gara 5
| Arbitri: | Don Koharski Dan Marouelli |

|               |           |  |
| Modano 106:21 | Marcatori |  |

### Gara 6
| Arbitri: | Terry Gregson Bill McCreary |

|                                |           |             |
| Niedermayer 25:18 Arnott 88:20 | Marcatori | 26:27 Keane |

## Roster dei vincitori
| Vincitori della Stanley Cup 2000 New Jersey Devils | Portieri: Martin Brodeur, Chris Terreri Difensori: Ken Sutton, Ken Daneyko, Scott Stevens (C), Colin White, Brad Bombardir, Vladimir Malachov, Scott Niedermayer, Brian Rafalski Attaccanti: Steve Brûlé, John Madden, Sergej Nemčinov, Steve Kelly, Bobby Holik, Petr Sýkora, Sergej Brylin, Jay Pandolfo, Randy McKay (A), Claude Lemieux, Scott Gomez, Jason Arnott (A), Patrik Eliáš, Krzysztof Oliwa, Aleksandr Mogil'nyj Staff Tecnico: Larry Robinson (Allenatore), Vjačeslav Fetisov (Ass. Allenatore), Bobby Carpenter (Ass. Allenatore) |